# Dominika Sobolska-Tarasova
Dominika Sobolska-Tarasova, född Sobolska 3 december 1991 i Menen, är en belgisk volleybollspelare (center). 
Sobolska är dotter till polska immigranter. Hon började sin volleybollkarriär i Volley de Haan innan hon inledde en professionell karriär i framförallt Polen och Turkiet. Hon blev polsk mästare och cupvinnare med Chemik Police 2013/2014 samt rumänsk mästare med CSM Târgoviște 2020/2021.
Hon debuterade i landslaget 2011.